# Ginette Neveu
Ginette Neveu (* 11. August 1919 in Paris; † 28. Oktober 1949 auf den Azoren bei einem Flugzeugabsturz) war eine französische Geigerin.

## Leben
Den ersten Violinunterricht erhielt sie als Fünfjährige von ihrer Mutter, 1930 trat sie in die Violinklasse von Jules Boucherit am Pariser Konservatorium ein, wurde auch bei Nadia Boulanger und George Enescu ausgebildet und bekam bereits acht Monate später das Abschlussdiplom mit einem ersten Preis verliehen. Von 1931 bis 1935 war sie Schülerin von Carl Flesch in Baden-Baden:

„Carl Flesch war mein Lehrer. Viele Jahre war ich mit ihm, dem ich alles verdanke, zusammen. Damals in Berlin, dann in Baden-Baden, später in Paris und Belgien. Und Bach, der auch für den Geiger die technische und musikalische Grundlage ist – c'est le plateforme de la musique – wurde mir von dem großen Lehrer und Menschen Flesch vermittelt.“

1935 gewann sie den ersten Preis im Henryk-Wieniawski-Wettbewerb in Warschau (vor David Oistrach). Von da an entwickelte sich ihre Karriere stetig weiter, spätestens seit dem Ende der 1930er Jahre befand sie sich endgültig auf dem Weg in die Weltspitze.
Sie war auf dem Weg zu einer Konzertreise in die USA, als sie beim Flugzeugabsturz am Monte Redondo zusammen mit ihrem Bruder, dem Pianisten Jean-Paul  Neveu, umkam. Als ihre Leiche gefunden wurde, hielt sie ihre Stradivari in den Armen. Das Instrument war zerbrochen, jedoch nicht verbrannt.

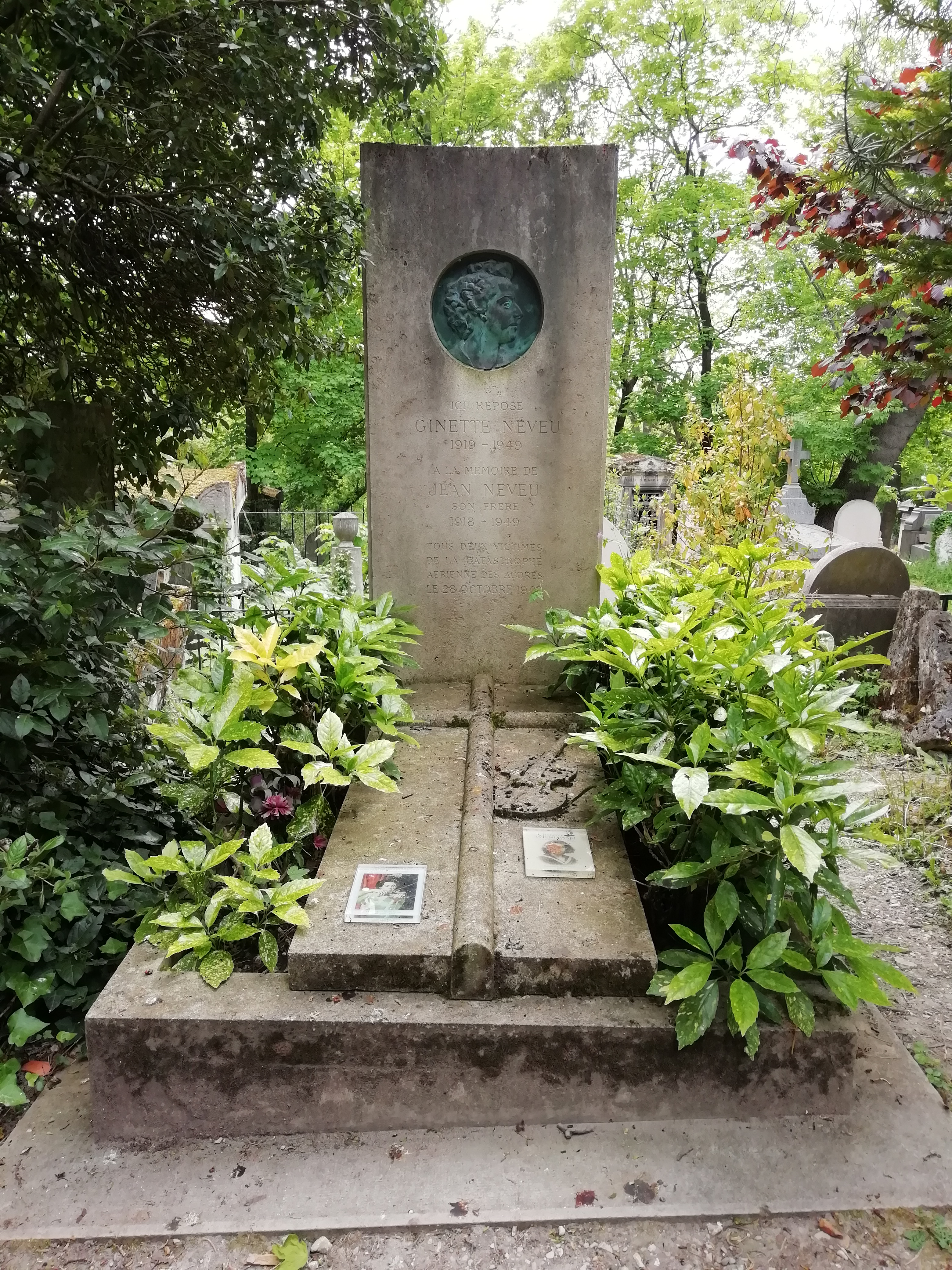
Grabmal auf dem Friedhof Père-Lachaise in Paris

## Diskografie
- Beethoven: Violinkonzert op. 61. Sinfonieorchester des Südwestfunks Baden-Baden, Hans Rosbaud (25. Sep. 1949)
- Brahms: Violinkonzert op. 77.  Sinfonieorchester des NWDR, Hans Schmidt-Isserstedt (3. Mai 1948)
- Chausson: Poème op. 25. Philharmonia Orchestra, Charles Münch (2. Jan. 1949)
- Ravel: Tzigane (für Violine & Orchester). Philharmonia Orchestra, Charles Münch (2. Jan. 1949)

Die obigen vier Werke erschienen auf Platten, deren Urheberrechte nicht geklärt sind. Es handelt sich hier um ein Doppelalbum aus den USA.
Über den EMI-Auslands-Sonderdienst erschien 1980 eine 4-LP-Box (His Master’s Voice RLS 739), die alle Studio-Aufnahmen von ihr enthält; auch ihr Bruder ist als Klavierpartner dabei. Diese Zusammenstellung wurde durch deren Eltern ermöglicht. Darin sind auch
- Sibelius: Violinkonzert op. 47. Philharmonia Orchestra, Walter Susskind (Nov. 1945) und
- Brahms: Violinkonzert op. 77. Philharmonia Orchestra, Issay Dobrowen, (Aug. 1946)

Am 25. April 1948 entstand im Kurhaus Baden-Baden eine Aufnahme des Violinkonzertes von Brahms mit dem Orchestre National de la Radiodiffusion Télévision Française unter der Leitung von Roger Désormière.